# Великая французская революция
Вели́кая францу́зская револю́ция (фр. Révolution française, дословно — «Французская революция») — крупнейшая трансформация социальной и политической системы Франции, приведшая к уничтожению в стране старого порядка (Ancien Régime) и абсолютной монархии и провозглашению Первой французской республики (сентябрь 1792 года) де-юре свободных и равных граждан под девизом «Свобода, равенство, братство». Началом революции стало взятие Бастилии 14 июля 1789 года, а окончанием — переворот 18 брюмера (9 ноября) 1799 года.

## Причины революции
Причинами революции стали как недееспособность власти, социально-экономические, политические изменения, многие годы накапливавшиеся во французском обществе, так и хозяйственные и политические неурядицы, произошедшие в течение нескольких лет, непосредственно предшествовавших 1789 году. К числу долгосрочных изменений относятся неспособность королевской власти решить финансовые проблемы государства в рамках существовавшего накануне революции «старого порядка»; нежелание высших сословий (дворянства и духовенства) менять установившийся порядок, дававший им большие привилегии; постепенное становление и обогащение третьего сословия, политические права которого в конце концов пришли в противоречие с его экономическими возможностями; распространение идей Просвещения, ставившего под сомнение традиционные институты и привилегии. Непосредственным толчком к началу революции стали кризис правительственных финансов, вызванный участием Франции в событиях Американской революции; неурожаи и экспорт зерна и вызванные им голод и социальные волнения; негативные последствия торгового договора с Великобританией (1786), открывшего французский рынок для британских товаров.
Франция в XVIII веке была абсолютной монархией, опиравшейся на бюрократическую централизацию и регулярную армию. Существовавший в стране социально-экономический и политический режим сложился в результате сложных компромиссов, выработанных в ходе длительного политического противостояния и гражданских войн XIV—XVI вв. Один из таких компромиссов существовал между королевской властью и привилегированными сословиями — за отказ от политических прав государственная власть всеми бывшими в её распоряжении средствами охраняла социальные привилегии этих двух сословий. Другой компромисс существовал по отношению к крестьянству — в течение длительной серии крестьянских войн XIV—XVI вв. крестьяне добились отмены подавляющего большинства денежных налогов и перехода к натуральным отношениям в сельском хозяйстве. Третий компромисс существовал в отношении буржуазии (которая в то время являлась средним классом, в интересах которой правительство тоже делало немало, сохраняя ряд привилегий буржуазии по отношению к основной массе населения (крестьянству) и поддерживая существование десятков тысяч мелких предприятий, владельцы которых и составляли слой французских буржуа). Однако сложившийся в результате этих сложных компромиссов режим не обеспечивал нормального развития Франции, которая в XVIII в. начала отставать от своих соседей, прежде всего от Англии. Кроме того, чрезмерная эксплуатация всё больше вооружала против монархии народные массы, жизненные интересы которых совершенно игнорировались государством.
Постепенно в течение XVIII в. в верхах французского общества зрело понимание того, что старый порядок с его неразвитостью рыночных отношений, хаосом в системе управления, коррумпированной системой продажи государственных должностей, отсутствием чёткого законодательства, запутанной системой налогообложения и архаичной системой сословных привилегий нужно реформировать. Кроме того, королевская власть теряла доверие в глазах духовенства, дворянства и буржуазии, среди которых утверждалась мысль, что власть короля является узурпацией по отношению к правам сословий и корпораций (точка зрения Монтескьё) или по отношению к правам народа (точка зрения Руссо). Благодаря деятельности просветителей, из которых особенно важны физиократы и энциклопедисты, в умах образованной части французского общества произошёл переворот. Наконец, при Людовике XV и в ещё большей мере при Людовике XVI были начаты либеральные реформы в политической и экономической областях.

## Абсолютная монархия

### Предреволюционный кризис
В 1787 году наблюдался недород шёлковых коконов. Это повлекло за собой сокращение лионского шёлкоткацкого производства. В конце 1788 года только в Лионе насчитывалось 20—25 тыс. безработных. От сильного града в июле 1788 года пострадал урожай зерновых во многих провинциях. Крайне суровая зима 1788/89 годов погубила многие виноградники и часть урожая. Цены на продовольствие поднялись. Снабжение рынков хлебом и другими продуктами резко ухудшилось. В довершение всего начался промышленный кризис, толчком к которому послужил англо-французский торговый договор 1786 года. По этому договору обе стороны значительно понизили таможенные пошлины. Договор оказался убийственным для французского производства, которое не могло выдержать конкуренции более дешёвых английских товаров, хлынувших во Францию. Тысячи французских предприятий разорились. Резко выросла безработица.
Предреволюционный кризис ведёт своё начало от участия Франции в американской войне за независимость. Восстание английских колоний можно рассматривать как одну из непосредственных причин Французской революции, и потому, что идеи прав человека нашли сильный отклик во Франции и сходились с идеями Просвещения, и из-за того, что Людовик XVI получил свои финансы в очень плохом состоянии. Министр финансов Неккер финансировал войну с помощью займов, но с течением времени и это стало невозможным. После заключения мира в 1783 году дефицит королевской казны составлял более 20 процентов. В 1788 году расходы составляли 629 млн ливров, в то время как налоги приносили только 503 млн. Поднять традиционные налоги, которые в основном платили крестьяне, в условиях экономического спада 80-х было невозможно. Современники обвиняли двор в расточительности. Общественное мнение всех сословий единогласно считало, что утверждение налогов должно быть прерогативой Генеральных штатов и выборных представителей.
Некоторое время преемник Неккера Калонн по-прежнему продолжал практику займов. Когда же источники займов начали иссякать, 20 августа 1786 года Калонн уведомил короля, что реформа финансов необходима. Для покрытия дефицита (фр. Precis d'un plan d'amelioration des finances) предлагалось заменить двадцатину, которую платило фактически лишь третье сословие, новым поземельным налогом, который падал бы на все земли в королевстве, в том числе и на земли дворянства и духовенства. Для преодоления кризиса нужно было, чтобы налоги платили все. Для оживления торговли предлагалось ввести свободу хлебной торговли и отменить внутренние таможенные пошлины. Калонн возвращался также к планам Тюрго и Неккера относительно местного самоуправления. Предлагалось создать окружные, провинциальные и общинные собрания, в которых участвовали бы все собственники с годовым доходом не менее 600 ливров.
Понимая, что подобная программа не найдёт поддержки со стороны парламентов, Калонн посоветовал королю созвать собрание нотаблей, из которых каждый персонально приглашался королём и на лояльность которых можно было рассчитывать. Таким образом правительство обращалось к аристократии — спасти финансы монархии и основы старого режима, спасти большинство своих привилегий, пожертвовав только частью. Но в то же время это являлось первой уступкой абсолютизма: король советовался со своей аристократией, а не уведомлял её о своей воле.

### Аристократическая фронда
Нотабли собрались в Версале 22 февраля 1787 года. Среди них были принцы крови, герцоги, маршалы, епископы и архиепископы, президенты парламентов, интенданты, депутаты провинциальных штатов, мэры главных городов — всего 144 персоны. Отражая преобладающее мнение привилегированных сословий, нотабли выразили своё возмущение предложениями реформы избрать провинциальные ассамблеи без сословного различия, а также нападками на права духовенства. Как и следовало ожидать, они осудили прямой поземельный налог и потребовали в первую очередь изучить доклад казначейства. Поражённые докладом о состоянии финансов, они объявили самого Калонна главным виновником дефицита. В результате Людовику XVI пришлось дать отставку Калонну 8 апреля 1787 года.
Преемником Калонна по рекомендации королевы Марии-Антуанетты был назначен Ломени де Бриенн, которому нотабли предоставили заём в 67 млн ливров, что позволило заткнуть некоторые дыры в бюджете. Но утвердить поземельный налог, падавший на все сословия, нотабли отказались, сославшись на свою неправомочность. Это означало, что они отсылали короля к Генеральным штатам, не созывавшимся с 1614 года. Ломени де Бриенн был вынужден проводить политику, намеченную его предшественником. Один за другим появляются эдикты короля о свободе хлебной торговли, о замене дорожной барщины денежным налогом, о гербовом и иных сборах, о возвращении гражданских прав протестантам, о создании провинциальных собраний, в которых третье сословие имело представительство, равное представительству двух привилегированных сословий, вместе взятых, наконец, о поземельном налоге, падающем на все сословия. Но Парижский и иные парламенты отказываются регистрировать эти эдикты. 6 августа 1787 года устраивается заседание с присутствием короля (фр. Lit de justice), и спорные эдикты вносятся в книги Парижского парламента. Но на другой день парламент отменяет как незаконные постановления, принятые накануне по приказу короля. Король высылает Парижский парламент в Труа, но это вызывает такую бурю протестов, что Людовик XVI вскоре амнистирует непокорный парламент, который теперь также требует созыва Генеральных штатов.
Движение за восстановление прав парламентов, начатое судейской аристократией, всё более перерастало в движение за созыв Генеральных штатов. Привилегированные сословия заботились теперь лишь о том, чтобы Генеральные штаты были созваны в старых формах, и третье сословие получило лишь одну треть мест и чтобы голосование производилось посословно. Это давало большинство привилегированным сословиям в Генеральных штатах и право диктовать свою политическую волю королю на руинах абсолютизма. Многие историки называют этот период «аристократической революцией», и конфликт аристократии с монархией с появлением на сцене третьего сословия становится общенациональным.

### Созыв Генеральных штатов
В конце августа 1788 года министерство Ломени де Бриенна получило отставку, и к власти вновь был призван Неккер (с титулом генерального директора финансов). Неккер вновь стал регулировать хлебную торговлю. Он воспретил экспорт хлеба и приказал закупать хлеб за границей. Восстановили также обязательство продавать зерно и муку только на рынках. Местным властям было разрешено производить учёт зерна и муки и заставлять владельцев вывозить свои запасы на рынки. Но пресечь рост цен на хлеб и другие продукты Неккеру не удалось. Королевский регламент 24 января 1789 года постановил созвать Генеральные штаты и указывал целью будущего собрания «установление постоянного и неизменного порядка во всех частях управления, касающихся счастья подданных и благосостояния королевства, наискорейшее по возможности врачевание болезней государства и уничтожение всяких злоупотреблений». Избирательное право было дано всем французам мужского пола, достигшим 25-летнего возраста, имевшим постоянное место жительства и занесённым в списки налогоплательщиков. Выборы были двухстепенные (а иногда трёхстепенные), то есть сначала выбирались представители населения (выборщики), которые и определяли депутатов собрания.
При этом король выражал желание, чтобы «и на крайних пределах его королевства, и в наименее известных селениях за каждым была обеспечена возможность довести до его сведения свои желания и свои жалобы». Эти наказы (фр. cahiers de doleances), «список жалоб», отразили настроения и требования различных групп населения. Наказы от третьего сословия требовали, чтобы все без исключения дворянские и церковные земли облагались налогом в том же размере, как и земли непривилегированных, требовали не только периодического созыва Генеральных штатов, но и того, чтобы они представляли не сословия, а нацию и чтобы министры были ответственны перед нацией, представленной в Генеральных штатах. Крестьянские наказы требовали уничтожения всех феодальных прав сеньоров, всех феодальных платежей, десятины, исключительного для дворян права охоты, рыбной ловли, возвращения захваченных сеньорами общинных земель. Буржуазия требовала отмены всех стеснений торговли и промышленности. Все наказы осуждали судебный произвол (фр. lettres de cachet), требовали суда присяжных, свободы слова и печати.
Выборы в Генеральные штаты вызвали невиданный подъём политической активности и сопровождались изданием многочисленных брошюр и памфлетов, авторы которых излагали свои взгляды на проблемы дня и формулировали самые различные социально-экономические и политические требования. Большой успех имела брошюра аббата Сьейеса «Что такое третье сословие?» . Автор её доказывал, что только третье сословие составляет нацию, а привилегированные — чужды нации, бремя, лежащее на нации. Именно в этой брошюре был сформулирован знаменитый афоризм: «Что такое третье сословие? Всё. Чем оно было до сих пор в политическом отношении? Ничем. Чего оно требует? Стать чем-то». Центром оппозиции или «патриотической партии» стал возникший в Париже Комитет тридцати. Он включал в себя героя Войны за независимость Америки маркиза Лафайета, аббата Сьейеса, епископа Талейрана, графа Мирабо, советника Парламента Дюпора. Комитет развернул активную агитацию в поддержку требования удвоить представительство третьего сословия и ввести поголовное (фр.  par tête) голосование депутатов.
Вопрос о порядке работы Штатов вызвал острые разногласия. Генеральные штаты созывались в последний раз в 1614 году. Тогда, традиционно, все сословия имели равное представительство, а голосование проходило по сословиям (фр.  par ordre): один голос имело духовенство, один — дворянство и один — третье сословие. В то же время провинциальные ассамблеи, созданные Ломени де Бриенном в 1787 году, имели двойное представительство третьего сословия. В этом был заинтересован Неккер, понимавший, что ему нужна более широкая опора в проведении необходимых реформ и преодолении оппозиции привилегированных сословий. 27 декабря 1788 года было объявлено, что третье сословие в Генеральных штатах получит двойное представительство. Вопрос же о порядке голосования остался нерешённым.

### Провозглашение Национального собрания
5 мая 1789 года в зале дворца «Малые забавы» (фр. Menus plaisirs) Версаля состоялось торжественное открытие Генеральных штатов. Депутаты были размещены посословно: справа от кресла короля сидело духовенство, слева — дворянство, напротив — третье сословие. Заседание открыл король, который предостерёг депутатов от «опасных нововведений» (фр. innovations dangereuses) и дал понять, что видит задачу Генеральных штатов лишь в том, чтобы изыскать средства для пополнения государственной казны. Между тем страна ждала от Генеральных штатов реформ. Конфликт между сословиями в Генеральных штатах начался уже 6 мая, когда депутаты духовенства и дворянства собрались на отдельные заседания, чтобы приступить к проверке полномочий депутатов. Депутаты третьего сословия отказались конституироваться в особую палату и пригласили депутатов от духовенства и дворянства к совместной проверке полномочий. Начались долгие переговоры между сословиями.
4 июня умер от туберкулёза семилетний наследник престола Людовик Жозеф, король с связи с этим несколько выпустил из-под контроля происходящее в Версале.
В конце концов в рядах депутатов, сначала от духовенства, а затем и от дворянства, наметился раскол. 10 июня аббат Сьейес предложил обратиться к привилегированным сословиям с последним приглашением, и 12 июня началась перекличка депутатов всех трёх сословий по бальяжным спискам. В последующие дни к депутатам третьего сословия присоединилось около 20 депутатов от духовенства и 17 июня большинство в 490 голосов против 90 провозгласило себя Национальным собранием (фр. Assemblee nationale). Через два дня депутаты от духовенства после бурных прений постановили присоединиться к третьему сословию. Людовик XVI и его окружение были крайне недовольны, и король распорядился закрыть зал «Малых забав» под предлогом ремонта.
Утром 20 июня депутаты третьего сословия нашли зал заседаний запертым. Считается, что причиной мог быть траур по наследнику престола. Тогда депутаты собрались в Зале для игры в мяч (фр. Jeu de paume) и по предложению Мунье дали клятву не расходиться до тех пор, пока не выработают конституцию. 23 июня в зале «Малых забав» для Генеральных штатов было устроено «королевское заседание» (фр. Lit de justice). Депутаты были рассажены посословно, как и 5 мая. Версаль был наводнён войсками. Король объявил, что отменяет постановления, принятые 17 июня и не допустит ни ограничения своей власти, ни нарушения традиционных прав дворянства и духовенства, и приказал депутатам разойтись.
Уверенный в том, что его повеления будут немедленно выполнены, король удалился. Вместе с ним ушла большая часть духовенства и почти все дворяне. Но депутаты третьего сословия остались сидеть на своих местах. Когда церемониймейстер напомнил председателю Байи о повелении короля, Байи ответил: «Собравшейся нации не приказывают». Затем поднялся Мирабо и произнёс: «Ступайте и скажите вашему господину, что мы находимся здесь по воле народа и оставим наши места, только уступая силе штыков!». Король приказал лейб-гвардии разогнать депутатов, но когда гвардейцы попытались войти в зал «Малых забав», их остановила группа оставшихся дворян во главе с Лафайетом. На этом же заседании по предложению Мирабо ассамблея объявила о неприкосновенности членов Национального собрания и об уголовной ответственности за нарушение этой неприкосновенности.
На другой день большинство духовенства, а ещё через день 47 депутатов от дворян присоединились к Национальному собранию. А 27 июня король приказал присоединиться остальным депутатам от дворянства и духовенства. Так совершилось преобразование Генеральных штатов в Национальное собрание, которое 9 июля объявило себя Учредительным национальным собранием (фр. Assemblee nationale constituante) в знак того, что считает своей главной задачей выработку конституции. В этот же день оно заслушало Мунье об основах будущей конституции, а 11 июля Лафайет представил проект Декларации прав человека, которой он считал необходимым предварить конституцию.
Но положение Собрания было непрочным. Король и его окружение не хотели примириться с поражением и готовились к разгону Собрания. 26 июня король отдал приказ о концентрации в Париже и его окрестностях армии в 20 000, преимущественно наёмных немецких и швейцарских полков. Войска расположились в Сен-Дени, Сен-Клу, Севре и на Марсовом поле. Прибытие войск сразу же накалило атмосферу в Париже. В саду Пале-Рояля стихийно возникли митинги, на которых раздавались призывы оказать отпор «иностранным наймитам». 8 июля Национальное собрание обратилось к королю с адресом, прося его отозвать войска из Парижа. Король ответил, что вызвал войска для охраны Собрания, но если присутствие войск в Париже беспокоит Собрание, то он готов перенести место его заседаний в Нуайон или Суассон. Это показывало, что король готовит разгон Собрания.
11 июля Людовик XVI дал отставку Неккеру и преобразовал министерство, поставив во главе его барона Бретейля, предлагавшего принять самые крайние меры против Парижа. «Если нужно будет сжечь Париж, мы сожжём Париж», — говорил он. Пост военного министра в новом кабинете занял маршал Брольи. Это было министерство государственного переворота. Казалось, дело Национального собрания потерпело поражение.
Оно было спасено общенациональной революцией.

### Взятие Бастилии
Отставка Неккера произвела немедленную реакцию. Передвижения правительственных войск подтверждали подозрения «аристократического заговора», а у людей состоятельных отставка вызвала панику, поскольку именно в нём они видели человека, способного предотвратить банкротство государства.
Париж узнал об отставке после полудня 12 июля. Был воскресный день. Толпы народа высыпали на улицы. Бюсты Неккера несли по всему городу. В Пале-Рояле молодой адвокат Камиль Демулен бросил клич: «К оружию!». Вскоре этот клич гремел повсюду. Французская гвардия, среди которых были будущие генералы республики Лефевр, Гюлен, Эли, Лазар Гош, почти целиком перешла на сторону Учредительного национального собрания. Начались стычки с войсками. Драгуны немецкого полка (фр. Royal-Allemand) атаковали толпу у сада Тюильри, но отступили под градом камней. Барон де Безенваль, комендант Парижа приказал правительственным войскам отступить из города на Марсово поле.
На другой день, 13 июля, восстание ещё более разрослось. С раннего утра гудел набат. Около 8 часов утра в ратуше (фр. Hôtel de ville) собрались парижские выборщики. Был создан новый орган муниципальной власти — Постоянный комитет с целью возглавить и одновременно контролировать движение. На первом же заседании принимается решение о создании в Париже «гражданской милиции». Это было рождение парижской революционной Коммуны и Национальной гвардии.
Ждали атаки со стороны правительственных войск. Начали возводить баррикады, но не было достаточно вооружения для их защиты. По всему городу начался поиск оружия. Люди врывались в оружейные лавки, захватывая там всё, что могли найти. Утром 14 июля толпа захватила 32 тысячи ружей и пушки в Доме инвалидов, но пороха было недостаточно. Тогда направились к Бастилии. Эта крепость-тюрьма символизировала в общественном сознании репрессивную мощь государства. Реально же там находилось семь узников и чуть больше сотни солдат гарнизона, в основном инвалидов (тогда так называли ветеранов). После нескольких часов осады комендант де Лонэ капитулировал. Гарнизон потерял только одного человека убитым, а парижане 98 убитыми и 73 ранеными. После капитуляции семеро из гарнизона, включая самого коменданта, были растерзаны толпой.

## Конституционная монархия

### Муниципальная и крестьянская революции
Король вынужден был признать существование Учредительного собрания. Дважды уволенный Неккер был снова призван к власти, а 17 июля Людовик XVI в сопровождении делегации Национального собрания прибыл в Париж и принял из рук мэра Байи трёхцветную кокарду, символизировавшую победу революции и присоединение к ней короля (красный и синий — цвета парижского герба, белый — цвет королевского знамени). Трёхцветную кокарду в обращение ввёл Лафайет. Началась первая волна эмиграции; непримиримо настроенная высшая аристократия начала покидать Францию, включая брата короля, графа д’Артуа.
Ещё до отставки Неккера множество городов посылали адреса в поддержку Национального собрания — до сорока перед 14 июля. Началась «муниципальная революция», ускорившаяся после отставки Неккера и охватившая всю страну после 14 июля. Бордо, Кан, Анжер, Амьен, Вернон, Дижон, Лион и многие другие города были охвачены восстаниями. Интенданты, губернаторы, военные коменданты на местах либо бежали, либо утратили реальную власть. По примеру Парижа начали образовываться коммуны и национальная гвардия. Городские коммуны начали формировать федеральные объединения. В течение нескольких недель королевское правительство потеряло всякую власть над страной, провинции признавали теперь только Национальное собрание.
Экономический кризис и голод привёл к появлению в сельской местности множества бродяг, бездомных и мародёрствующих банд. Надежды крестьян на облегчение налогов, выраженные ещё в наказах, слухи об «аристократическом заговоре», приближение сбора нового урожая, всё это породило мириады страхов в деревне. Во второй половине июля разразился «Великий страх» (фр. Grande peur), породивший цепную реакцию по всей стране. Возбуждённые крестьяне объединялись и вооружались, чтобы защитить свой урожай от бродячих банд, якобы нанятых аристократами; жгли замки сеньоров и уничтожали документы о землевладении.
Во время заседания «ночи чудес» (фр. La Nuit des Miracles) 4 августа и декретами 4—11 августа Учредительное собрание ответило на революцию крестьян и отменило личные феодальные повинности, сеньориальные суды, церковную десятину, привилегии отдельных провинций, городов и корпораций и объявило равенство всех перед законом в уплате государственных налогов и в праве занимать гражданские, военные и церковные должности. Но объявило при этом о ликвидации только «косвенных» повинностей (т. н. баналитетов): оставлялись «реальные» повинности крестьян, в частности, поземельный и подушный налоги.
26 августа 1789 года Учредительное собрание приняло «Декларацию прав человека и гражданина» — один из первых документов демократического конституционализма. «Старому режиму», основанному на сословных привилегиях и произволе властей, были противопоставлены равенство всех перед законом, неотчуждаемость «естественных» прав человека, народный суверенитет, свобода взглядов, принцип «дозволено всё, что не запрещено законом» и другие демократические установки революционного просветительства, ставшие отныне требованиями права и действующего законодательства. Статья 1-я Декларации гласила: «Люди рождаются и остаются свободными и равными в правах». В статье 2-й гарантировались «естественные и неотъемлемые права человека», под которыми понимались «свобода, собственность, безопасность и сопротивление угнетению». Источником верховной власти (суверенитета) объявлялась «нация», а закон — выражением «всеобщей воли».

### Поход на Версаль
Людовик XVI отказался санкционировать Декларацию и декреты 4—11 августа. В Париже обстановка была напряжённой. Урожай в 1789 году был хороший, но подвоз хлеба в Париж не увеличился. У булочных выстраивались длинные очереди.
В то же время в Версаль стекались офицеры, дворяне, кавалеры ордена Святого Людовика. 1 октября лейб-гвардия короля устроила банкет в честь новоприбывшего Фландрского полка. Участники банкета, возбуждённые вином и музыкой, восторженно кричали: «Да здравствует король!». Сначала лейб-гвардейцы, а затем и другие офицеры сорвали с себя трёхцветные кокарды и топтали их ногами, прикрепляя белые и чёрные кокарды короля и королевы. В Париже это вызвало новый взрыв страха «аристократического заговора» и требований переместить короля в Париж.
Утром 5 октября огромные толпы женщин, напрасно простоявшиx всю ночь в очередях у булочных, заполнили Гревскую площадь и окружили ратушу (фр. Hôtel-de-Ville). Многие считали, что с продовольствием станет лучше, если король будет находиться в Париже. Раздавались крики: «Хлеба! На Версаль!». Затем ударили в набат. Около полудня 6—7 тыс. человек, преимущественно женщин, с ружьями, пиками, пистолетами и двумя пушками двинулись на Версаль. Несколько часов спустя, по решению Коммуны, Лафайет повёл в Версаль Национальную гвардию.
Около 11 вечера король известил о своём согласии утвердить Декларацию прав и другие декреты. Однако ночью толпа ворвалась во дворец, убив двух гвардейцев короля. Только вмешательство Лафайета предотвратило дальнейшее кровопролитие. По совету Лафайета король вышел на балкон вместе с королевой и дофином. Народ встретил его криками: «Короля в Париж! Короля в Париж!».
6 октября из Версаля в Париж направилась примечательная процессия. Впереди шла Национальная гвардия; на штыках у гвардейцев было воткнуто по хлебу. Затем следовали женщины, одни восседая на пушках, другие в каретах, третьи пешком и наконец карета с королевской семьёй. Женщины плясали и пели: «Мы везём пекаря, пекаршу и маленького пекарёнка!». Вслед за королевской семьёй в Париж перебралось и Национальное собрание.

### Реконструкция Франции
Учредительное собрание повело курс на создание во Франции конституционной монархии. Декретами от 8 и 10 октября 1789 года был изменён традиционный титул французских королей: из «милостью божьей, короля Франции и Наварры», Людовик XVI стал «милостью божьей и в силу конституционного закона государства королём французов». Король остался главой государства и исполнительной власти, но править он мог лишь на основании закона. Законодательная власть принадлежала Национальному собранию, которое фактически стало высшей властью в стране. За королём было сохранено право назначать министров. Король не мог больше безгранично черпать из государственной казны. Право объявлять войну и заключать мир перешло к Национальному собранию. Декретом от 19 июня 1790 года были отменены институт наследственного дворянства и все связанные с ним титулы. Называть себя маркизом, графом и пр. было запрещено. Граждане могли носить только фамилию главы семьи.
Центральная администрация была реорганизована. Исчезли королевские советы и статс-секретари. Отныне назначались шесть министров: внутренних дел, юстиции, финансов, иностранных дел, военный, военно-морского флота. По муниципальному закону от 14—22 декабря 1789 года городам и провинциям было предоставлено самое широкое самоуправление. Упразднялись все агенты центральной власти на местах. Должности интендантов и их субделегатов были уничтожены. Декретом от 15 января 1790 года Собрание установило новое административное устройство страны. Система деления Франции на провинции, губернаторства, женералитэ, бальяжи, сенешальства перестала существовать. Страна была разделена на 83 департамента, примерно равных по территории. Департаменты подразделялись на округа (дистрикты). Дистрикты разделялись на кантоны. Низшей административной единицей являлась коммуна (община). Коммуны больших городов разделялись на секции (районы, участки). Париж был разделён на 48 секций (вместо ранее существовавших 60 округов).
Судебная реформа была проведена на тех же основаниях, что и административная реформа. Все старые судебные учреждения, включая и парламенты, были ликвидированы. Продажа судебных должностей, как и всяких других, была отменена. В каждом кантоне учреждался мировой суд, в каждом округе — суд дистрикта, в каждом главном городе департамента — уголовный суд. Создавались также единый для всей страны Кассационный суд, имевший право аннулировать приговоры судов других инстанций и направлять дела на новое рассмотрение, и Национальный Верховный суд, компетенции которого подлежали правонарушения со стороны министров и высших должностных лиц, а также преступления против безопасности государства. Суды всех инстанций являлись выборными (на основе имущественного ценза и других ограничений) и судили с участием присяжных.
Отменялись все привилегии и другие формы государственной регламентации экономической деятельности — цеха, корпорации, монополии и т. д. Ликвидировались таможни внутри страны на границах различных областей. Вместо многочисленных прежних налогов вводилось три новых — на земельную собственность, движимое имущество и торгово-промышленную деятельность. Учредительное собрание поставило «под охрану нации» гигантский государственный долг. 10 октября Талейран предложил использовать для погашения государственного долга церковные имущества, которые надлежало передать в распоряжение нации и продать. Декретами, принятыми в июне-ноябре 1790 года оно осуществило так называемое «гражданское устройство духовенства», то есть провело реформу церкви, лишившую её прежнего привилегированного положения в обществе и превратившую церковь в орган государства. Из ведения церкви изымались регистрация рождений, смертей, браков, которые передавались государственным органам. Законным признавался только гражданский брак. Упразднялись все церковные титулы, кроме епископа и кюре (приходского священника). Епископы и приходские священники избирались выборщиками, первые — выборщиками департамента, вторые — приходскими выборщиками. Утверждение епископов папой (как главой вселенской католической церкви) отменялось: отныне французские епископы лишь извещали папу о своём избрании. Все священнослужители обязаны были принести специальную присягу «гражданскому устройству духовенства» под угрозой отставки.
Церковная реформа вызвала раскол среди французского духовенства. После того как папа не признал «гражданского устройства» церкви во Франции, все французские епископы, за исключением 7, отказались принести гражданскую присягу. Их примеру последовало около половины низшего духовенства. Между конституционным (присягнувшим) и неприсягнувшим духовенством возникла острая борьба, значительно осложнившая политическую обстановку в стране. В дальнейшем неприсягнувшие священники, сохранившие влияние на значительные массы верующих, становятся одной из важнейших сил контрреволюции.
К этому времени наметился раскол среди депутатов Учредительного собрания. На волне общественной поддержки начали выделяться новые левые: Петион, Грегуар, Робеспьер. Вдобавок появились клубы и организации по всей стране. В Париже центрами радикализма стали клуб Якобинцев и Кордельеров. Конституционалисты в лице Мирабо, и после его внезапной смерти в апреле 1791 года, «триумвират» Барнав, Дюпор и Ламет считали, что события выходят за рамки принципов 1789 года и стремились приостановить развитие революции, повысив избирательный ценз, ограничив свободу прессы и активность клубов. Для этого им необходимо было оставаться у власти и пользоваться полной поддержкой короля. Их планы были нарушены бегством Людовика XVI.

### Вареннский кризис
Попытка побега короля является одним из наиболее важных событий революции. Внутренне это было очевидным доказательством несовместимости монархии и революционной Франции и уничтожило попытку установить конституционную монархию. Внешне это ускорило приближение военного конфликта с монархической Европой.
Около полуночи 20 июня 1791 года король, переодетый слугой, попытался бежать, но был узнан на границе в Варенне почтовым служащим ночью 21—22 июня. Королевскую семью вернули обратно в Париж вечером 25 июня среди мёртвого безмолвия парижан и национальных гвардейцев, державших свои ружья дулом вниз.
Страна восприняла известие о побеге как шок, как объявление войны, в которой её король находится в стане врага. С этого момента начинается радикализация революции (кому же тогда можно доверять, если сам король оказался изменником?). Впервые с начала Революции в печати стали открыто обсуждать возможность установления республики. Однако депутаты-конституционалисты, не желая углублять кризис и ставить под вопрос плоды почти двухлетней работы над Конституцией, взяли короля под защиту и заявили, что он был похищен. Кордельеры призвали горожан провести 17 июля на Марсовом поле сбор подписей под петицией с требованием об отречении короля. Городские власти запретили манифестацию. На Марсово поле прибыли мэр Байи и Лафайет с отрядом национальной гвардии. Национальные гвардейцы открыли огонь, убив несколько десятков человек. Это был первый раскол самого третьего сословия.
3 сентября 1791 года Национальное собрание приняло Конституцию. По ней предлагалось созвать Законодательное собрание — однопалатный парламент на основе высокого имущественного ценза. «Активных» граждан, получивших право голоса по конституции, оказалось всего 4,3 млн, а выборщиков, избиравших депутатов, — всего 50 тыс. В новый парламент не могли быть избраны депутаты Национального собрания. Законодательное собрание открылось 1 октября 1791 года. Король присягнул новой конституции и был восстановлен в своих функциях, но не в доверии к нему всей страны.
В Европе побег короля вызвал сильную эмоциональную реакцию. 27 августа 1791 года австрийский император Леопо́льд II и прусский король Фридрих Вильгельм II подписали Пильницкую декларацию, угрожая революционной Франции вооружённой интервенцией. С этого момента война казалась неизбежной. Ещё с 14 июля 1789 года началась эмиграция аристократии. Центр эмиграции находился в Кобленце, совсем недалеко от французской границы. Военная интервенция была последней надеждой аристократии. В то же время началась «революционная пропаганда» левой части Законодательного собрания с целью нанести решительный удар монархической Европе и зачеркнуть всякие надежды двора на реставрацию. Война, по мнению жирондистов, приведёт их к власти и покончит с двойной игрой короля. 20 апреля 1792 года Законодательное собрание объявило войну королю Венгрии и Богемии.

### Падение монархии
Война началась неудачно для французских войск. Французская армия была в состоянии хаоса и множество офицеров, в основном дворян, эмигрировало или перешло на сторону врага. Генералы возложили ответственность на недисциплинированность войск и военное министерство. Законодательное собрание приняло декреты, необходимые для национальной обороны, включая создание военного лагеря федератов возле Парижа. Король, надеясь на скорое прибытие австрийских войск, наложил вето на декреты и сместил министерство Жиронды.
20 июня 1792 года была организована демонстрация с целью оказать давление на короля. Во дворце, наводнённом демонстрантами, король вынужден был надеть фригийский колпак санкюлотов и выпить за здоровье нации, но отказался утвердить декреты и вернуть министров.
1 августа пришло известие о манифесте герцога Брауншвейгского с угрозой «военной экзекуции» Парижа в случае насилия над королём. Манифест произвёл обратное действие и возбудил республиканские чувства и требования низложения короля. После вступления в войну Пруссии (6 июля), 11 июля 1792 года Законодательное собрание провозглашает «Отечество в опасности» (фр. La patrie est en danger), но отказывается рассматривать требования о низложении короля.
В ночь с 9 на 10 августа была сформирована повстанческая Коммуна. 10 августа 1792 года около 20 тысяч национальных гвардейцев, федератов и санкюлотов окружили королевский дворец. Штурм был недолгим, но кровопролитным. 
Король Людовик XVI вместе с семьёй укрылся в Законодательном собрании и был низложен. 13 августа 1792 года Людовик XVI вместе с семьёй был переведён в тюрьму Тампль. Законодательное собрание проголосовало за созыв Национального конвента на основе всеобщего избирательного права, который должен будет принять решение о будущей организации государства.
В конце августа прусская армия предприняла наступление на Париж и 2 сентября 1792 года взяла Верден. Парижская Коммуна закрыла оппозиционную прессу и начала производить обыски по всей столице, арестовав ряд неприсягнувших священников, дворян и аристократов. 11 августа Законодательное собрание предоставило муниципалитетам полномочия арестовывать «подозрительных». Добровольцы готовились уходить на фронт, и быстро распространились слухи, что их отправка станет сигналом для заключённых поднять восстание. Последовала волна казней в тюрьмах, что позже получило название «Сентябрьские убийства», в ходе которых было убито до 2 000 человек, 1 100 — 1 400 только в Париже.

## Первая республика до 9 термидора

### Национальный конвент
21 сентября 1792 года в Париже открыл свои заседания Национальный конвент. 22 сентября Конвент упразднил монархию и провозгласил Францию республикой. Количественно Конвент состоял из 160 жирондистов, 200 монтаньяров и 389 депутатов Равнины (фр. La Plaine ou le Marais), всего 749 депутатов . Треть депутатов участвовала в предыдущих собраниях и принесла с собой все предыдущие разногласия и конфликты.
22 сентября пришло известие о битве при Вальми. Военная ситуация изменилась: после Вальми прусские войска отступили, и в ноябре французские войска заняли левый берег Рейна. Австрийцы, осаждавшие Лилль, 6 ноября были разбиты Дюмурье в битве при Жемаппе и эвакуировали Австрийские Нидерланды. Была занята Ницца, и Савойя провозгласила союз с Францией.
Лидеры Жиронды вновь возвращаются к революционной пропаганде, объявив «Мир — хижинам, война — дворцам!». В это же время появляется концепция «естественных границ» Франции с границей по Рейну. Французское наступление в Бельгии угрожало британским интересам в Голландии, что вело к созданию первой коалиции. Решительный разрыв произошёл после казни короля, и 7 марта Франция объявила войну Англии, а затем Испании. В марте 1793 года начался Вандейский мятеж. Для спасения революции 6 апреля 1793 года создаётся Комитет общественного спасения, наиболее влиятельным членом которого стал Дантон.

#### Суд над Людовиком XVI
После восстания 10 августа 1792 года Людовик XVI был низложен и помещён под усиленную охрану в замок Тампль. Находка тайного сейфа (фр. armoire de fer) в Тюильри 20 ноября 1792 года сделала суд над королём неизбежным. Документы, найденные в нём, подтверждали все подозрения в двойной игре короля. Подготовка к процессу над королём сопровождалась борьбой между монтаньярами и жирондистами. Монтаньяры требовали осуждения и казни короля как следующего шага на пути к укреплению республики, жирондисты заняли позицию выжидания и затягивания. Верньо доказывал, что неприкосновенность дарована королю конституцией, и его судьбу должен решить народ, а не Конвент.
Судебный процесс начался 11 декабря. Людовик XVI был классифицирован как враг и «узурпатор», чуждый телу нации. Голосование началось 15 января 1793 года. Голосование за виновность короля было единогласным. О результате голосования председатель Конвента, Верньо, объявил: «От имени французского народа Национальный Конвент объявил Людовика Капета виновным в злоумышлении против свободы нации и общей безопасности государства».
Голосование о наказании началось 16 января и продолжалось до утра следующего дня. Из присутствующих 721 депутатов, 387 высказались за смертную казнь. По приказу Конвента вся Национальная гвардия Парижа была выстроена по обе стороны пути на эшафот. Утром 21 января Людовик XVI был обезглавлен на площади Революции.

#### Падение Жиронды
Экономическая ситуация в начале 1793 года всё более ухудшается и в крупных городах начинаются волнения. Секционные активисты Парижа начали требовать «максимум» на основные продукты питания. Беспорядки и агитация продолжаются всю весну 1793 года и Конвент создаёт Комиссию Двенадцати по их расследованию, в которую вошли только жирондисты. По приказу комиссии были арестованы несколько секционных агитаторов и 25 мая Коммуна потребовала их освобождения; в то же время общие собрания секций Парижа составили список 22 видных жирондистов и потребовали их ареста. В Конвенте в ответ на это Максимен Инар заявил, что Париж будет разрушен, если парижские секции выступят против депутатов провинции.
Якобинцы объявили себя в состоянии восстания и 29 мая делегаты, представляющие тридцать три парижские секции, сформировали повстанческий комитет. 2 июня 80 000 вооружённых санкюлотов окружили Конвент. После попытки депутатов выйти в демонстративной процессии и, натолкнувшись на вооружённых национальных гвардейцев, депутаты подчинились давлению и объявили об аресте 29 ведущих жирондистов.
Федералистский мятеж начался до восстания 31 мая — 2 июня. В Лионе глава местных якобинцев Шалье был арестован ещё 29 мая, а 16 июля казнён. Многие жирондисты бежали из-под домашнего ареста в Париже, а известие о насильственном изгнании депутатов-жирондистов из Конвента вызвало в провинции движение протеста и охватило крупные города юга — Бордо, Марсель, Ним. 13 июля Шарлотта Корде убила идола санкюлотов Жана-Поля Марата. Она была в контакте с жирондистами в Нормандии, и они, как полагают, использовали её в качестве своего агента. Помимо всего этого, пришло известие о беспрецедентной измене: Тулон и находящаяся там эскадра были сданы врагу.

#### Якобинский конвент
Пришедшие к власти монтаньяры столкнулись с драматическими обстоятельствами: федералистский мятеж, война в Вандее, военные неудачи, ухудшение экономической ситуации. Несмотря ни на что, гражданской войны избежать не удалось. К июню 1793 года около шестидесяти департаментов были охвачены более или менее открытым восстанием, однако приграничные районы остались верны Конвенту.
Июль и август были неважные месяцы на границах. Майнц, символ победы прошлого года, капитулировал перед прусскими войсками, а австрийцы захватили крепости Конде и Валансьен и вторглись в северную Францию. Испанские войска пересекли Пиренеи и начали наступление на Перпиньян. Пьемонт воспользовался восстанием в Лионе и вторгся во Францию с востока. На Корсике Паоли поднял восстание и с британской помощью изгнал французов с острова. Английские войска начали осаду Дюнкерка в августе и в октябре союзники вторглись в Эльзас. Военная ситуация стала отчаянной.
В течение всего июня монтаньяры занимали выжидательную позицию, ожидая реакции на восстание в Париже. Тем не менее, они не забыли о крестьянах. Крестьяне составляли самую большую часть Франции и в такой обстановке было важно удовлетворить их требования. Именно им восстание 31 мая (как и 14 июля и 10 августа) принесло существенные и постоянные выгоды. 3 июня были приняты законы о продаже имущества эмигрантов небольшими частями с условием уплаты в течение 10 лет; 10 июня был провозглашён дополнительный раздел общинных земель; и 17 июля закон об отмене сеньоральных повинностей и феодальных прав без всякой компенсации.
Конвент утвердил новую Конституцию в надежде оградить себя от обвинения в диктатуре и умиротворить департаменты. Декларация прав, которая предшествовала тексту Конституции, торжественно подтвердила неделимость государства и свободу слова, равенство и право сопротивления угнетению. Это выходило далеко за рамки Декларации 1789 года, добавив право на социальную помощь, работу, образование и восстание. Всякая политическая и социальная тирания отменялась. Национальный суверенитет был расширен через институт референдума — Конституция должна была быть ратифицирована народом, как и законы в некоторых, точно определённых обстоятельствах. Конституция была представлена для всеобщей ратификации и принята большинством в 1 801 918 «за» при 17 610 «против». Результаты плебисцита были обнародованы 10 августа 1793 года, но применение Конституции, текст которой был помещён в «священный ковчег» в зале заседаний Конвента, было отложено до заключения мира.

##### Революционное правительство
19 вандемьера II года (10 октября 1793 года) декретом Конвента были определены принципы Временного революционного правительства. Статья I декрета гласила: «Временное правительство Франции будет революционным до заключения мира».
Конвент обновил состав Комитета общественного спасения (фр. Comité du salut public): Дантон был из него исключён 10 июля. Кутон, Сен-Жюст, Жанбон Сен-Андре и Приёр из Марны составили ядро нового комитета. К ним добавили Барера и Ленде, 27 июля Робеспьера, a затем 14 августа Карно и Приёра из департамента Кот-д’Ор; Колло д’Эрбуа и Бийо-Варенна — 6 сентября. Прежде всего комитет должен был утвердить себя и выбрать те требования народа, которые были наиболее подходящими для достижения целей ассамблеи: сокрушить врагов Республики и зачеркнуть последние надежды аристократии на реставрацию. Управлять во имя Конвента и в то же время контролировать его, сдерживать санкюлотов без охлаждения их энтузиазма — это был необходимый баланс революционного правительства.
Под двойным знаменем фиксирования цен и террора давление санкюлотов достигло своего пика летом 1793 года. Кризис в снабжении продовольствием оставался главной причиной недовольства санкюлотов; лидеры «бешеных» требуют от Конвента установления «максимума». В августе серия декретов дала комитету полномочия по контролю над обращением зерна, а также утвердила свирепые наказания за их нарушение. В каждом районе были созданы «хранилища изобилия». 23 августа декрет о массовой мобилизации (фр. levée en masse) объявлял всё взрослое население республики «находящимся в состоянии постоянной реквизиции».
5 сентября парижане попытались повторить восстание 2 июня. Вооружённые секции снова окружили Конвент с требованием создания внутренней революционной армии, ареста «подозрительных» и чистки комитетов. Вероятно, это был ключевой день в формировании революционного правительства: Конвент поддался давлению, но сохранил контроль над событиями. Это поставило террор на повестку дня — 5 сентября, 9-го создание революционной армии, 11-го — декрет о «максимуме» на хлеб (общий контроль цен и заработной платы — 29 сентября), 14-го реорганизация Революционного Трибунала, 17-го закон о «подозрительных», и 20-го декрет давал право местным революционным комитетам задачу составления списков.
Эта сумма учреждений, мер и процедур была закреплена в декрете от 14 фримера (4 декабря 1793 года), который определил это постепенное развитие централизованной диктатуры, основанной на терроре. В центре был Конвент, исполнительной властью которого был Комитет общественного спасения, наделённый огромными полномочиями: он интерпретировал декреты Конвента и определял способы их применения; под его непосредственным руководством были все государственные органы и служащие; он определял военную и дипломатическую деятельность, назначал генералов и членов других комитетов при условии ратификации их Конвентом. Он был ответственным за ведение войны, общественный порядок, обеспечение и снабжение населения. Парижская коммуна, известный бастион санкюлотов, также была нейтрализована, попав под его контроль.

##### Путь к победе
Блокада принудила Францию к автаркии; чтобы сохранить Республику, правительство мобилизовало все производительные силы и приняло необходимость контролируемой экономики, которую вводили экспромтом как того требовала ситуация. Необходимо было разработать военное производство, возродить внешнюю торговлю и найти новые ресурсы в самой Франции, а времени было мало. Обстоятельства постепенно вынудили правительство взять на себя руководство экономикой всей страны.
Все материальные ресурсы стали предметом реквизиции. Фермеры сдавали зерно, фураж, шерсть, лен, коноплю, а ремесленники и торговцы — выпускаемую продукцию. Сырьё тщательно искали — металл всех видов, церковные колокола, старую бумагу, ветошь и пергамент, травы, хворост и даже пепел для производства калийных солей и каштаны для их перегонки. Все предприятия были переданы в распоряжение нации — леса, рудники, карьеры, печи, горны, кожевенные заводы, фабрики по производству бумаги и тканей, мастерские по изготовлению обуви. Труд и ценность произведённого подлежали регулированию цен. Никто не имел права спекулировать, пока Отечество находилось в опасности. Вооружение вызывало большую обеспокоенность. Уже в сентябре 1793 года был дан толчок по созданию национальных мануфактур для военной промышленности — создание фабрики в Париже для производства ружей и личного оружия, гренельский пороховой завод. Особое обращение было сделано учёным. Монж, Вандермонд, Бертолле, Дарсе, Фуркруа усовершенствовали металлургию и производство оружия. В Мёдоне проводились эксперименты по аэронавтике. Во время битвы при Флёрюсе воздушный шар был поднят над теми же местами, что и в будущей войне 1914. И ничем не меньше, как «чудом» для современников, было получение семафором Шаппа на Монмартре в течение часа известий о падении Ле-Кенуа, находящейся в удалении 120 миль от Парижа.
Летний набор (фр. Levée en masse) был завершён, и к июлю общая численность армии достигла 650 000. Трудности были огромны. Производство на нужды войны началось только в сентябре. Армия находилась в состоянии реорганизации. Весной 1794 года была предпринята система «амальгамы», слияние добровольческих батальонов с линейной армией. Два батальона добровольцев соединялись с одним батальоном линейной армии, составляя полубригаду или полк. В то же время было восстановлено единоначалие и дисциплина. Чистка армии исключила большинство дворян. В целях воспитания новых офицерских кадров по декрету 13 прериаля (1 июня 1794 года) был основан Колледж Марса (фр. École de Mars) — каждый дистрикт посылал туда по шесть юношей. Командующих армиями утверждал Конвент.
Постепенно возникло военное командование, несравненное по качеству: Марсо, Гош, Журдан, Бонапарт, Клебер, Массена, как и офицерский состав, отличный не только в военных качествах, но и в чувстве гражданской ответственности.

##### Террор
Хотя террор был организован в сентябре 1793 года, он не применялся до октября, и только в результате давления со стороны санкюлотов. Большие политические процессы начались в октябре. Королева Мария-Антуанетта была гильотинирована 16 октября. Специальным указом ограничили защиту 21 жирондиста, и они погибли 31-го, Верньо и Бриссо в том числе.
На вершине аппарата террора находился Комитет общественной безопасности, второй орган государства, состоящий из двенадцати членов, избираемых каждый месяц в соответствии с правилами Конвента и наделённый функциями общественной безопасности, слежения и полиции, как гражданской так и военной. Он использовал большой штат чиновников, возглавлял сеть местных революционных комитетов и применял закон о «подозрительных» путём просеивания сквозь тысячи местных доносов и арестов, которые он затем должен был предоставить в Революционный трибунал.
Террор применялся к врагам Республики где бы они ни были, был социально неразборчив и направлен политически. Его жертвы принадлежали ко всем классам, которые ненавидели революцию или жили в тех регионах, где угроза восстания была наиболее серьёзной. «Тяжесть репрессивных мер в провинциях, — пишет Матьез, — находилась в прямой зависимости от опасности мятежа».
Таким же образом, депутаты, отправленные Конвентом как «представители в миссии» (фр. les représentants en mission), были вооружены широкими полномочиями и действовали в соответствии с ситуацией и собственного темперамента: в июле Робер Ленде усмирил жирондистское восстание на западе без единого смертного приговора; в Лионе, несколько месяцев спустя, Колло д’Эрбуа и Жозеф Фуше полагались на частые суммарные казни, применяя массовые расстрелы, потому что гильотина работала недостаточно быстро.
Победа начала определяться осенью 1793 года. Конец федералистского мятежа ознаменовался взятием Лиона 9 октября и 19 декабря — Тулона. 17 октября вандейское восстание было подавлено в Шоле и 14 декабря в Ле-Мане после ожесточённых уличных боёв. Города вдоль границ были освобождены. Дюнкерк — после победы при Ондскоте (8 сентября), Мобёж — после победы при Ваттиньи (6 октября), Ландау — после победы при Висамбуре (26 декабря). Келлерман оттеснил испанцев к Бидасоа и Савойя была освобождена. Гош и Пишегрю нанесли ряд поражений пруссакам и австрийцам в Эльзасе.

##### Борьба фракций
Ещё с сентября 1793 года можно было ясно определить два крыла среди революционеров. Одно было тем, что позже назвали эбертистами — хотя сам Эбер никогда не был лидером фракции — и проповедовали войну насмерть, частично приняв программу «бешеных», которую одобряли санкюлоты. Они пошли на соглашение с монтаньярами, надеясь через них осуществлять давление на Конвент. Они доминировали в клубе Кордельеров, заполнили военное министерство Бушотта, и могли увлечь за собой Коммуну. Другое крыло возникло в ответ на растущую централизацию революционного правительства и диктатуру комитетов — дантонисты; вокруг депутатов Конвента: Дантон, Делакруа, Демулен, как наиболее заметные среди них.
Продолжающийся с 1790 года религиозный конфликт был подоплёкой предпринятой эбертистами кампании «дехристианизации». Федералистский мятеж усилил контрреволюционную агитацию «неприсягнувших» священников. Принятие Конвентом 5 октября нового, революционного календаря, призванного заменить прежний, связанный с христианством, «ультрас» использовали как повод для начала кампании против католической веры. В Париже это движение возглавила Коммуна. Католические храмы закрывались, священников принуждали к отречению от сана, глумились над христианскими святынями. Взамен католицизма пытались насадить «культ Разума». Движение принесло ещё больше волнений в департаментах и компрометировало революцию в глазах религиозно настроенного населения. В Конвенте эта инициатива вызвала негативную реакцию и привела к ещё большему отчуждению между фракциями. В конце ноября — начале декабря Робеспьер и Дантон высказались против «дехристианизации» и попытались положить ей конец.
Ставя приоритет национальной обороны над всеми другими соображениями, Комитет общественного спасения старался держаться промежуточной позиции между модерантизмом и экстремизмом. Революционное правительство не намерено было уступать эбертистам в ущерб революционному единству, в то время как требования умеренных подрывали контролируемую экономику, необходимую для ведения военных действий, и террор, который обеспечивал всеобщее повиновение. Но в конце зимы 1793 года нехватка продуктов питания приняла резкий поворот к худшему. Эбертисты начали требовать применение жёстких мер и сначала Комитет вёл себя примирительно. Конвент проголосовал около 15 млн ливров на облегчение кризиса, 3 вантоза Барер от имени комитета общественного спасения представил новый общий «максимум» и 8-го декрет о конфискации имущества «подозрительных» и распределения его среди нуждающихся — вантозские декреты (фр. Loi de ventôse an II). Кордельеры полагали, что, если они усилят давление, то восторжествуют раз и навсегда. Были призывы к восстанию, хотя это было, наверное, в качестве новой демонстрации, как в сентябре 1793 года.
Но 22 вантоза II года (12 марта 1794 года) Комитет решил покончить с эбертистами. К Эберу, Ронсену, Венсану и Моморо были добавлены иностранцы Проли, Клоотс и Перейра с тем, чтобы представить их как участников «иностранного заговора». Все были казнены 4 жерминаля (24 марта 1794 года). Затем Комитет обратился к дантонистам, некоторые из которых были причастны к финансовым махинациям. 5 апреля Дантон, Делакруа, Демулен, Филиппо были казнены.
Драма жерминаля полностью изменила политическую ситуацию. Санкюлоты были ошеломлены казнью эбертистов. Все их позиции влияния были утеряны: революционная армия была расформирована, инспекторы уволены, Бушотт потерял военное министерство, клуб Кордельеров был подавлен и запуган, и под давлением правительства было закрыто 39 революционных комитетов. Произошла чистка Коммуны и она была заполнена номинантами Комитета. С казнью дантонистов большинство ассамблеи впервые пришло в ужас от ею же созданного правительства.
Комитет играл роль посредника между собранием и секциями. Уничтожив лидеров секций комитеты порвали с санкюлотами, источником власти правительства, давления которых так опасался Конвент со времени восстания 31 мая. Уничтожив дантонистов, оно посеяло страх среди членов собрания, который легко мог перейти в бунт. Правительству казалось, что оно имело поддержку большинства собрания. Оно ошибалось. Освободив Конвент от давления секций, оно осталось на милости собрания. Оставался только внутренний раскол правительства, чтобы его уничтожить.

##### 9 термидора: Крах якобинцев
Основные усилия правительства были направлены на военную победу и мобилизацию всех ресурсов. К лету 1794 года республика создала 14 армий и 8 мессидора II года (26 июня 1794 года) была одержана решающая победа при Флёрюсе. Бельгия была открыта французским войскам. 10 июля Пишегрю занял Брюссель и соединился с Самбро-Маасской армией Журдана. Революционная экспансия началась. Но победы в войне начали ставить под сомнение смысл продолжения террора.
Централизация революционного правительства, террор и казни оппонентов справа и слева привело решение всяческих политических разногласий в поле заговоров и интриг. Централизация привела к сосредоточению революционного правосудия в Париже. Представители на местах были отозваны и многие из них, такие как Тальен в Бордо, Фуше в Лионе, Каррье в Нанте, чувствовали себя под непосредственной угрозой за эксцессы террора в провинции во время подавления федералистского восстания и войны в Вандее. Теперь эти эксцессы представлялись компрометацией революции и Робеспьер не преминул выразить это, например, Фуше. В Комитете общественного спасения усилились разногласия, приведшие к расколу правительства.
После казни эбертистов и дантонистов и празднования фестиваля Верховного Существа фигура Робеспьера приобрела преувеличенное значение в глазах революционной Франции. В свою очередь он не считался с чувствительностью своих коллег, что могло показаться расчётом или властолюбием. В своей последней речи в Конвенте, 8 термидора, он обвинил своих оппонентов в интриганстве и вынес вопрос о расколе на суд Конвента. У Робеспьера потребовали, чтобы он назвал имена обвиняемых, однако, он отказался. Эта неудача уничтожила его, так как депутаты предположили, что он требует карт-бланш. Этой ночью была образована непростая коалиция между радикалами и умеренными в собрании, между депутатами, которым угрожала непосредственная опасность, членами комитетов и депутатами равнины. На следующий день, 9 термидора, Робеспьеру и его сторонникам не было позволено говорить, и против них был объявлен обвинительный декрет.
Парижская Коммуна призвала к восстанию, освободила арестованных депутатов и мобилизовала 2-3 тысячи национальных гвардейцев. Ночь 9-10 термидора была одной из самых хаотичных в Париже, когда Коммуна и Конвент соревновались за поддержку секций. Конвент объявил восставших вне закона; Баррасу была поставлена задача мобилизации вооружённых сил Конвента, и секции Парижа, деморализованные казнью эбертистов и экономической политикой Коммуны, после некоторых колебаний поддержали Конвент. Решающим же событием, возможно, решившим исход противостояния, оказался сильнейший ливень, разразившийся над Парижем. Толпы санкюлотов и воины Национальной Гвардии, собравшиеся на Гревской площади, просто разбежались в поисках укрытия. Около двух часов утра колонна секции Гравилье во главе с Леонардом Бурдоном, вошедшие на площадь перед Отель-де-Виль, нашли её опустевшей, ворвались в ратушу (фр. Hôtel de Ville) и арестовали мятежников.
Вечером 10 термидора (28 июля 1794 года) Робеспьер, Сен-Жюст, Кутон и девятнадцать их сторонников были казнены без суда и следствия. На следующий день был казнён семьдесят один функционер восставшей Коммуны, крупнейшая массовая казнь за всю историю революции.
Термидорианский переворот положил конец революционным преобразованиям и иногда рассматривается как окончание Великой французской революции.

## I республика от 9 термидора до 18 брюмера

### Термидорианская реакция
Комитет общественного спасения был исполнительной властью и, в условиях войны первой коалиции, внутренней гражданской войны, был наделён широкими прерогативами. Конвент подтверждал и избирал его состав каждый месяц, обеспечивая централизацию и постоянный состав исполнительной власти. Теперь же, после военных побед и падения робеспьеристов, Конвент отказался подтвердить столь широкие полномочия, тем более, что угроза восстаний со стороны санкюлотов была устранена. Было решено, что ни один из членов руководящих комитетов не должен занимать должность в течение более четырёх месяцев и его состав должен быть обновляем на треть ежемесячно. Комитет был ограничен только в область ведения войны и дипломатии. Сейчас будут, в общей сложности, шестнадцать комитетов с равными правами. Осознавая опасность фрагментации, термидорианцы, наученные опытом, ещё больше боялись монополизации власти. В течение нескольких недель революционное правительство было демонтировано.
Ослабление власти привело к ослаблению террора, подчинению которому обеспечивалась общенациональная мобилизация. После 9-го термидора Якобинский клуб был закрыт, в Конвент вернулись уцелевшие жирондисты. В конце августа парижская Коммуна была упразднена и заменена «административной комиссией полиции» (фр. commission administrative de police). В июне 1795 года само слово «революционер», слово-символ всего якобинского периода, было запрещено. Термидорианцы отменили меры государственного вмешательства в экономику, ликвидировали «максимум» 4 нивоза (24 декабря 1794 года). Результатом явился рост цен, инфляция, срыв продовольственного снабжения. Бедствиям низов и среднего класса противостояло богатство нуворишей: они лихорадочно наживались, жадно пользовались богатством, бесцеремонно афишируя его. В 1795 году, доведённое до голода, население Парижа дважды поднимало восстания (12 жерминаля и 1 прериаля) с требованиями «хлеба и конституции 1793 года», но Конвент подавил восстания с помощью военной силы.
Термидорианцы разрушили революционное правительство, но тем не менее пожали плоды национальной обороны. Осенью была занята Голландия и в январе 1795 года провозглашена Батавская республика. В то же время начался распад первой коалиции. 5 апреля 1795 года был заключён Базельский мир с Пруссией и 22 июля мир с Испанией. Теперь республика провозгласила левый берег Рейна своей «естественной границей» и аннексировала Бельгию. Австрия отказалась признать Рейн восточной границей Франции и война возобновилась.
22 августа 1795 года Конвент принял новую конституцию. Законодательная власть поручалась двум палатам — Совету пятисот и Совету старейшин, был введён значительный избирательный ценз. Исполнительная власть была отдана в руки Директории — пяти директоров, избираемых Советом старейшин из кандидатов, представленных Советом пятисот. Боясь, что выборы в новые законодательные советы дадут большинство противникам республики, Конвент решил, что две трети «пятисот» и «старейшин» будут на первый раз обязательно взяты из членов Конвента.
Когда была объявлена указанная мера, роялисты в самом Париже подняли восстание 13-го вандемьера (5 октября 1795 года), в котором главное участие принадлежало центральным секциям города, полагавшим, что Конвент нарушил «суверенитет народа». Большая часть столицы была в руках повстанцев; был сформирован центральный повстанческий комитет и Конвент осаждён. Баррас привлёк молодого генерала Наполеона Бонапарта, бывшего робеспьериста, как и других генералов — Карто, Брюна, Луазона, Дюпона. Мюрат захватил пушки из лагеря в Саблоне, и повстанцы, не имея артиллерии, были отброшены и рассеяны.
26 октября 1795 года Конвент самораспустился, уступив место советам пятисот и старейшин и Директории.

### Директория
Победив своих противников справа и слева, термидорианцы надеялись вернуться к принципам 1789 года и придать стабильность республике на основе новой конституции — «середина между монархией и анархией» — по выражению
Антуана Тибодо. Директории досталось тяжёлое экономическое и финансовое положение, усугублявшееся продолжающейся войной на континенте. События с 1789 года раскололи страну политически, идеологически и религиозно. Исключив народ и аристократию, режим зависел от узкого круга выборщиков, предусматриваемых цензом конституции III года, а они всё более и более двигались вправо.

#### Попытка стабилизации
Зимой 1795 года экономический кризис достиг своего пика. Бумажные деньги печатались каждую ночь для использования на следующий день. 30 плювиоза IV года (19 февраля 1796 года) выпуск ассигнатов был прекращён. Правительство решило вновь вернуться к звонкой монете. Результатом была растрата большей части оставшегося национального достояния в интересах спекулянтов. В сельской местности бандитизм распространился настолько, что даже мобильные колонны Национальной гвардии и угроза смертной казни не привели к улучшению. В Париже многие бы умерли от голода, если бы Директория не продолжила распределение продовольствия.
Это привело к возобновлению якобинской агитации. Но на этот раз якобинцы прибегли к заговорам и Гракх Бабёф возглавляет «тайную повстанческую директорию» Заговора Равных (фр. Conjuration des Égaux). Зимой 1795-96 годов образовался союз бывших якобинцев с целью свержения Директории. Движение «во имя равенства» было организовано в виде ряда концентрических уровней; был сформирован внутренний повстанческий комитет. План был оригинален и бедность парижских предместий ужасающей, но санкюлоты, деморализованные и запуганные после прериаля, не откликнулись на призывы бабувистов. Заговорщики были преданы полицейским шпионом. Сто тридцать один человек был арестован и тридцать расстреляны на месте; соратники Бабёфа были привлечены к суду; Бабёфа и Дартэ гильотинировали через год.
Война на континенте продолжалась. Нанести удар по Англии республика была не в состоянии, оставалось сломить Австрию. 9 апреля 1796 года генерал Бонапарт вывел свою армию в Италию. В ослепительной кампании последовали ряд побед — Лоди (10 мая 1796 года), Кастильоне (15 августа), Арколе (15-17 ноября), Риволи (14 января 1797 года). 17 октября в Кампо-Формио был заключён мир с Австрией, закончивший войну первой коалиции, из которой Франция вышла победительницей, хотя Великобритания продолжала воевать.
Согласно конституции первые выборы трети депутатов, в том числе и «вечных», в жерминале V года (март-апрель 1797 года), оказались успехом для монархистов. Республиканское большинство термидорианцев исчезло. В советах пятисот и старейшин большинство принадлежало противникам Директории. Правые в советах решили выхолостить власть Директории, лишив её финансовых полномочий. В отсутствие указаний в Конституции III года по вопросу возникновения такого конфликта, Директория при поддержке Бонапарта и Гоша решила прибегнуть к силе. 18 фрюктидора V года (4 сентября 1797 года) Париж был переведён на военное положение. Декрет Директории объявлял, что все, кто призывает к реставрации монархии, будут расстреляны на месте. В 49 департаментах выборы были аннулированы, 177 депутатов были лишены полномочий, а 65 были приговорены к «сухой гильотине» — депортации в Гвиану. Эмигрантам, вернувшимся самовольно, было предложено в двухнедельный срок покинуть Францию под угрозой смерти.

#### Кризис 1799 года
Переворот 18 фрюктидора является поворотом в истории режима, установленного термидорианцами — это положило конец конституционному и либеральному эксперименту. Был нанесён сокрушительный удар монархистам, но в то же время влияние армии намного усилилось.
После договора Кампо-Формио только Великобритания противостояла Франции. Вместо концентрации своего внимания на оставшемся противнике и поддержания мира на континенте, Директория начала политику континентальной экспансии, уничтожившей все возможности стабилизации в Европе. Последовал египетский поход, который добавил к славе Бонапарта. Франция окружила себя «дочерними» республиками, сателлитами, политически зависимыми и экономически эксплуатируемыми: Батавская республика, Гельветическая республика в Швейцарии, Цизальпинская, Римская и Партенопейская (Неаполитанская) в Италии.
Весной 1799 года война становится всеобщей. Вторая коалиция объединила Британию, Австрию, Неаполь и Швецию. Египетский поход привёл Турцию и Россию в её ряды. Военные действия начались для Директории крайне неудачно. Вскоре Италия и часть Швейцарии были потеряны и республике пришлось оборонять свои «естественные границы». Как и в 1792-93 годах, Франция оказалась перед угрозой вторжения. Опасность пробудила национальную энергию и последнее революционное усилие. 30 прериаля VII года (18 июня 1799 года) советы переизбрали членов Директории, приведя «настоящих» республиканцев к власти и провели меры, в некоторой мере напоминавшие меры II года. По предложению генерала Журдана был объявлен призыв пяти возрастов. Был введён принудительный заём на 100 млн франков. 12 июля был принят закон о заложниках из числа бывших дворян.
Военные неудачи стали поводом роялистских восстаний на юге и возобновления гражданской войны в Вандее. В то же время страх перед возвращением тени якобинизма привёл к решению покончить раз и навсегда с возможностью повторения времён республики 1793 года.

#### 18 брюмера: Приход Наполеона к власти
К этому времени военная ситуация изменилась. Сам успех коалиции в Италии привёл к изменению планов. Было решено перебросить австрийские войска из Швейцарии в Бельгию и заменить их русскими войсками с целью вторжения во Францию. Переброска была произведена настолько плохо, что позволила французским войскам вновь занять Швейцарию и разбить противников по частям.
В этой тревожной обстановке брюмерианцы планируют ещё один, более решительный, переворот. Ещё раз, как и в фрюктидоре, нужно призвать армию, чтобы произвести чистку ассамблеи. Заговорщикам была нужна «сабля». Они обратились к республиканским генералам. Первый выбор, генерал Жубер был убит при Нови. В этот момент пришло известие о прибытии во Францию Бонапарта. От Фрежюса до Парижа Бонапарта приветствовали как спасителя. Приехав в Париж 16 октября 1799 года, он немедленно нашёл себя в центре политических интриг. Брюмерианцы обратились к нему как к человеку, который хорошо подходил им по его популярности, военной репутации, амбиции и даже по его якобинскому прошлому.
Играя на страхах «террористического» заговора, брюмерианцы убедили советы встретиться 10 ноября 1799 года в пригороде Парижа, Сен-Клу; для подавления «заговора» Бонапарт назначался командующим 17-й дивизией, расположенной в департаменте Сены. Двое директоров, Сийес и Дюко, сами заговорщики, подали в отставку, а третьего, Барраса, к ней принудили. В Сен-Клу Наполеон объявил Совету Старейшин, что Директория самораспустилась и о создании комиссии по новой конституции. Совет Пятисот трудно было так легко убедить, и, когда Бонапарт вошёл без приглашения в палату заседаний, раздались крики «Вне закона!» Наполеон, не обладавший ораторскими способностями, потерял самообладание, но его брат Люсьен спас ситуацию, вызвав гвардию в зал заседаний. Совет пятисот был изгнан из палаты, Директория распущена, и все полномочия были возложены на временное правительство из трёх консулов — Сийеса, Роже́ Дюко́ и Бонапарта.
Слухи, пришедшие из Сен-Клу вечером 19 брюмера, совершенно не удивили Париж. Военные неудачи, с которыми смогли справиться только в последний момент, экономический кризис, возвращение гражданской войны — всё это говорило о неудаче всего периода стабилизации при Директории.
Переворот 18 брюмера считается концом Великой французской революции.

## Следствия революции
Революция привела к краху старого порядка и утверждению во Франции нового, более демократичного и прогрессивного общества. Однако, говоря о достигнутых целях и жертвах революции, многие историки склоняются к выводу, что те же цели могли быть достигнуты и без такого огромного количества жертв. Как указывает американский историк Р. Палмер, распространённой является точка зрения о том, что «спустя полвека после 1789 года … условия во Франции были бы такими же и в том случае, если бы никакой революции не произошло». Алексис Токвиль писал, что крах Старого порядка произошёл бы и без всякой революции, но только постепенно. Пьер Губер отмечал, что многие пережитки Старого порядка остались и после революции и вновь расцвели под властью Бурбонов, установившейся начиная с 1815 г.
В то же время ряд авторов указывает, что революция принесла народу Франции освобождение от тяжёлого гнёта, чего невозможно было достичь иным путём. «Сбалансированный» взгляд на революцию рассматривает её как большую трагедию в истории Франции, но вместе с тем неизбежную, вытекавшую из остроты классовых противоречий и накопившихся экономических и политических проблем.
Большинство историков полагает, что Великая французская революция имела огромное международное значение, способствовала распространению прогрессивных идей во всём мире, оказала влияние на серию революций в Латинской Америке, в результате которых последняя освободила её от колониальной зависимости, и на ряд других событий первой половины XIX в.

## Отражение в культуре

### В исторической науке
Историографии Великой французской революции уже более двухсот лет, и историки пытаются ответить на вопросы относительно истоков революции, её значения и последствий. Посвящённая ей историческая литература поистине необъятна. Но и в наше время научное истолкование этого величайшего события в новой истории ещё весьма далеко от своего завершения. В историографии идут длительные, горячие споры, причём не по каким-либо частностям или деталям, а по главным, коренным вопросам. Споры вызывает вопрос о хронологических рамках революции. Когда эта революция началась, когда кончилась, да и была ли во Франции конца XVIII века одна революция или несколько? На эти вопросы в исторической литературе давались и даются самые различные ответы. Ещё в либеральной историографии XIX — начала XX века сложилось представление о Великой французской революции как об одной и единой революции: «единое целое» — по выражению Клемансо (фр. La Révolution est un bloc), прошедшей в своём развитии ряд этапов. Французские историки периода Реставрации (Минье, Тьер) считали и консулат и империю Наполеона закономерными этапами развития революции. Олар, глава республиканской школы в историографии Французской революции, сложившейся на рубеже XIX и XX веков, отказывался признавать «императорский деспотизм» фазой революции и ограничивал её периодом 1789—1804 годов. Представители известной «русской школы» историков Французской революции (Кареев, Тарле) исключали из числа этапов развития революции и консулат, то есть понимали под нею период 1789—1799 годов.
Без строгой историографии, заставляющей критически думать о подходах к истории, наши политические взгляды и наша риторическая стратегия были бы основаны только на наших предрассудках и страстях политического или идеологического момента. Как и в XIX веке, историю без историографии можно было бы читать просто как литературу, но это вряд ли будет рассматриваться как часть социальных наук.

### В литературе
Французская революция стала основной темой романов Александра Дюма-отца («Анж Питу», «Графиня де Шарни», «Дочь маркиза»), Виктора Гюго («Девяносто третий год»), Анатоля Франса («Боги жаждут», 1912), Марка Алданова («Девятое термидора», 1925), Чарльза Диккенса («Повесть о двух городах», 1859), Хилари Мантел («Сердце бури», 1992).